# Aglaeactis cupripennis
Aglaeactis cupripennis е вид птица от семейство Колиброви (Trochilidae). Видът е незастрашен от изчезване.

## Разпространение
Разпространен е в Колумбия, Еквадор и Перу.